# Steve Pederson
Steve Pederson é um sonoplasta estadunidense. Venceu o Oscar de melhor mixagem de som na edição de 1996 por Apollo 13, ao lado de Scott Millan, David MacMillan e Rick Dior.